# Кайнар (Толебійський район)
Кайна́р (каз. Қайнар) — село у складі Толебійського району Туркестанської області Казахстану. Входить до складу Алатауського сільського округу.
До 2001 року село називалось Карла Маркса.
Населення — 1353 особи (2021; 1407 у 2009, 1399 у 1999, 1127 у 1989).